# Hemipenthes noscibilis
Hemipenthes noscibilis är en tvåvingeart som först beskrevs av Austen 1936.  Hemipenthes noscibilis ingår i släktet Hemipenthes och familjen svävflugor. Inga underarter finns listade i Catalogue of Life.